# Nereis punctata
Nereis punctata är en ringmaskart som beskrevs av Dalyell 1853. Nereis punctata ingår i släktet Nereis och familjen Nereididae.
Artens utbredningsområde är havet utanför Belgien. Inga underarter finns listade i Catalogue of Life.